# Fantastels-díj
A Fantastels-díj egy 2009-ben alapított holland sci-fi-díj. A legjobb holland fantasy/sci-fi/horror történetért adják (12 000 szótól).
Testvérdíjak: Unleash-díj (2000–6000 szó), Paul Harland-díj (10 000 szóig).

## Története
A Fantastels-díjra nevezhetnek olyan történettel is, amely már más versenyen is részt vett.

## Győztesek
- 2009 Bianca Mastenbroek
- 2010 Linda Mulders
- 2011 Stephen Vroom
- 2012 Mike Jansen
- 2013 Kelly van der Laan
- 2014 Brenda Hingstman
- 2015 Ben Adriaanse
- 2016 Renske Gommer
- 2017 Tijs de Jong